# Església Evangèlica fortificada de Biertan
L'església evangèlica fortificada de Biertan va ser construïda al segle XII a la comuna de Biertan, comtat de Sibiu (Romania). Es troba a la llista de monuments històrics 2010, cod LMI SB-II-aA-12328.

## L'església
El conjunt arquitectònic medieval de Biertan està format per l'església i el cinturó de fortificacions, tots situats al centre de l'assentament, en un turó. L'església tipus saló ocupava la part central del conjunt, essent construïda entre 1490 i 1520 en estil gòtic tardà, sent l'última de Transsilvània construïda en aquest estil. Construcció monumental, gran, té tres sales d'igual alçada. L'entrada es fa per tres portes: oest, nord i sud. L'altar políptic de l'església, el més gran del país amb els seus 28 plafons pintats, va ser construït entre 1483 i 1513. El púlpit, tallat a la pedra, de l'any 1500, és obra del mestre Ulrich de Brașov, amb una forta influència del sud d'Alemanya.
Els bancs del cor es caracteritzen per George Oprescu de la següent manera: “Els mobles són rars i molt valuosos. Les cavallerisses, és a dir, els bancs del cor, de principis del segle XIV, estan decorades amb bandes d'ornamentació gòtica... És la decoració que trobem en mobles d'aquesta mena d'Alemanya i Suïssa, gens inferior a ells, així que podem dir que a Biertan hi ha bancs, fets al nostre país, per fusters de Transsilvània, que podrien aparèixer en qualsevol gran museu d'aplicacions. art”.
La porta de la sagristia, amb un complicat sistema de 19 panys, va ser realitzada per artesans locals l'any 1515, sent premiada a l'Exposició Universal de 1900 a París. És un exemple representatiu de la manufactura saxona medieval, per les incrustacions i el sistema de tancament original, que encara funciona. Les fortificacions del voltant es consideren les més fortes de Transsilvània, procedents d'una fortalesa pagesa. Té tres fileres de muralles, 6 torres i 3 baluards construïts en diferents etapes des del segle XIV. A la part superior hi ha un passadís defensiu, rellotge i campanes. La torre del "mausoleu" està situada al nord-est i té a la planta baixa un mausoleu que acull, des de 1913, les tombes dels prelats d'aquesta església.
Les lloses les va fer Nikolaus Elias de Sibiu. La torre dels catòlics, situada a la capella lateral sud, albergava els catòlics reservats insuperables a reformar.
A l'església hi ha un orgue, la informació més antiga sobre ell data de l'any 1523, quan s'esmenta l'organista Bartholomäus. Després de diverses restauracions, es va arribar a l'orgue existent, amb 1290 tubs, 2 teclats, pedals i 25 registres, datat de 1869 i realitzat pel mestre Carl Hesse de Viena.
Es diu que, una vegada, al baluard de llevant, hi havia la "presó" on diverses parelles (marit i muller) que estaven discutint i amb la intenció de divorciar-se van ser empresonades durant dues setmanes. A l'habitació petita, amb una taula petita i un llit individual, la comunitat saxona els va proporcionar un sol plat, un sol cobert i una única tassa d'aigua.
En aquelles circumstàncies, només una parella va romandre impassible en la decisió inicial de divorci, totes les altres parelles que van marxar d'allà es van reconciliar sense anar al tribunal. Al segle XVI es va construir el tercer cinturó de muralles als costats est, oest i sud de la fortalesa. La torre de la presó estava situada al costat nord-oest, però l'any 1840 va ser enderrocada per donar lloc a una escola. Al tercer cinturó es van construir la Torre de la Porta al costat sud i la Torre dels Teixidors al costat oest. L'accés interior a l'església es fa a través d'una escala coberta, de 100 m de llargada, que parteix de la plaça central del poble, al costat de la torre de guàrdia.
Al capdamunt de l'escala, prop de l'església, s'albira un gran pedrís, sobre el qual, diumenge, s'asseien els que "feien el mal" entre setmana, per ser vists per tota la comunitat. Es considerava un mitjà per educar-los i integrar-los a la comunitat de l'assentament. Avui, aquest antic assentament saxó és conegut per la seva església-fortalesa, que va ser inclosa a la Llista del Patrimoni Mundial de la UNESCO l'any 1993. L'església-fortalesa d'aquí, dedicada a Santa Maria, ha estat restaurada gràcies a les donacions fetes pels nadius de Biertan repartits per Europa, els Estats Units i Austràlia. El cap del projecte de restauració, l'arquitecte Hermann Armeniu Fabini, va rebre la medalla "Europa Nostra" l'any 1991.
El 1775, prop de Biertan, es va descobrir un objecte ritual al "bosc de Chimdru", conegut com el Donert de Biertan, sovint invocat per argumentar la presència d'una població cristiana de parla llatina a la Transsilvània del segle IV.

### Altar
L'altar, situat a la part nord de l'església, és d'estil gòtic tardà i té forma de tríptic. L'altar va ser construït per artesans de Nuremberg i Viena entre 1483 i 1513. Conté 28 quadres amb escenes de la vida de Jesucrist, escenes de la vida de la Mare de Déu, l'escena del baptisme del Senyor, l'escena de la circumcisió i diverses altres pintures que representen sants del culte catòlic.
La singularitat d'aquest altar ve donada per la gran quantitat de pintures. Es considera que aquest altar és únic a Europa. Durant el període en què l'església estava sota l'administració del culte catòlic romà, al mig de l'altar hi havia una estàtua de la Mare de Déu, que era la patrona de l'església. Ara hi ha un crucifix al lloc de l'estàtua. La part principal de l'altar consta d'un crucifix que representa la Mare de Déu, Jesucrist i Maria Magdalena, abraçant la creu.
En conjunt, l'altar fa 489 cm d'alçada i 567 cm d'amplada. L'altar central mesura 211 x 132 x 41 cm (alçada x amplada x fondària). Les ales de l'altar mesuren 211 x 139 cm (alçada x amplada). La superfície pintada de les plaques intermèdies fixes mesura 94 x 50 cm cadascuna. Els panells de l'interior mesuren 94 x 59 cm, els de l'exterior 94 x 124 cm. Les peces d'ala immobilitzades tenen una mida de 211 x 140 cm. La predel·la fa 106 cm d'alçada i 270 cm d'ample. El seu panell central mesura 97 x 67 cm (superfície pintada: 80 x 51 cm). Les ales del depredador mesuren 97 x 67 cm (superfície pintada: 80 x 51 cm). Les escultures de l'altar fan 80,5 cm (Maria), 80 cm (Joan), 65 cm (Maria Magdalena) i 100 cm (Crist).

## Galeria d'imatges

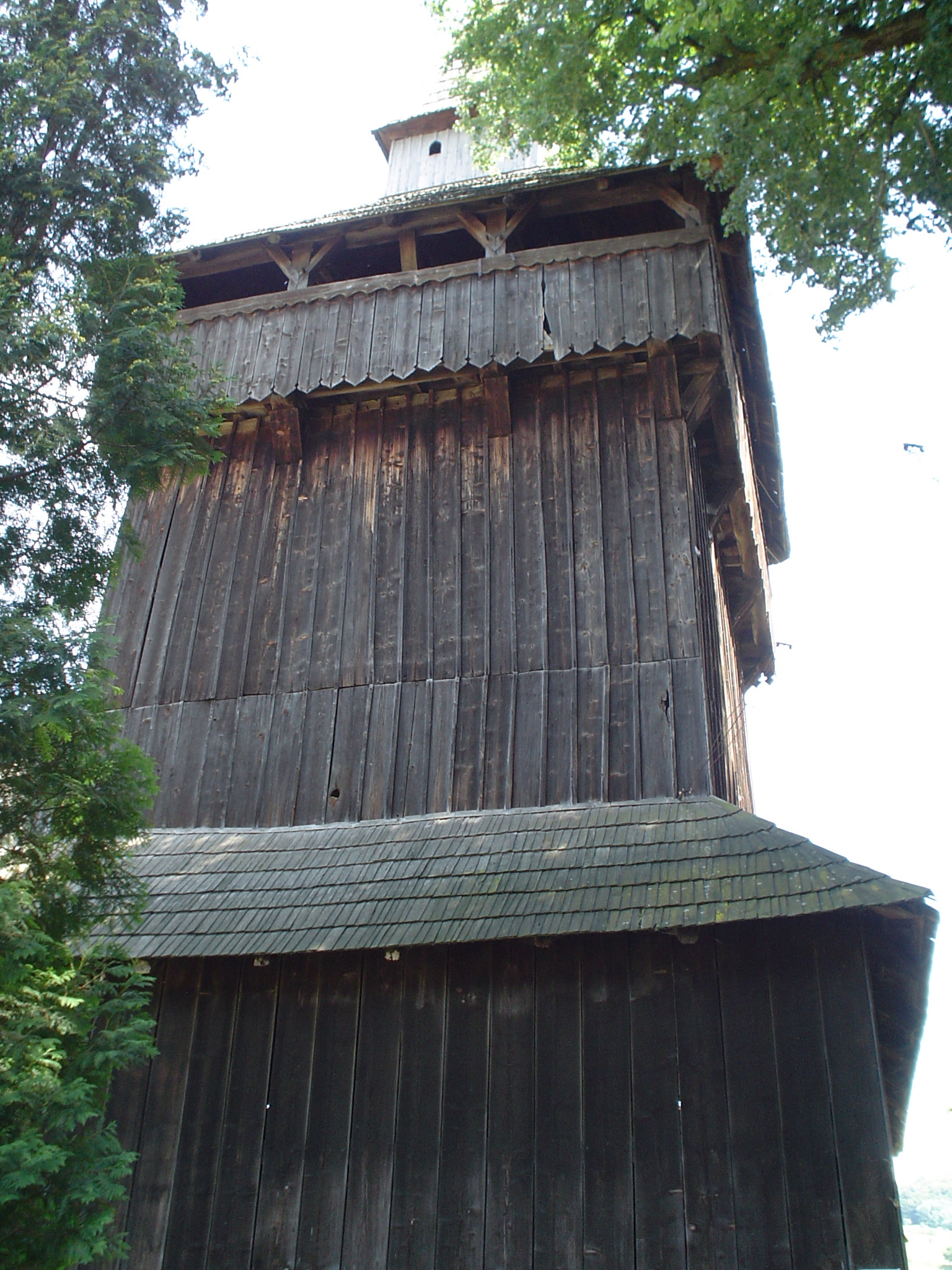
Turnul de lemn
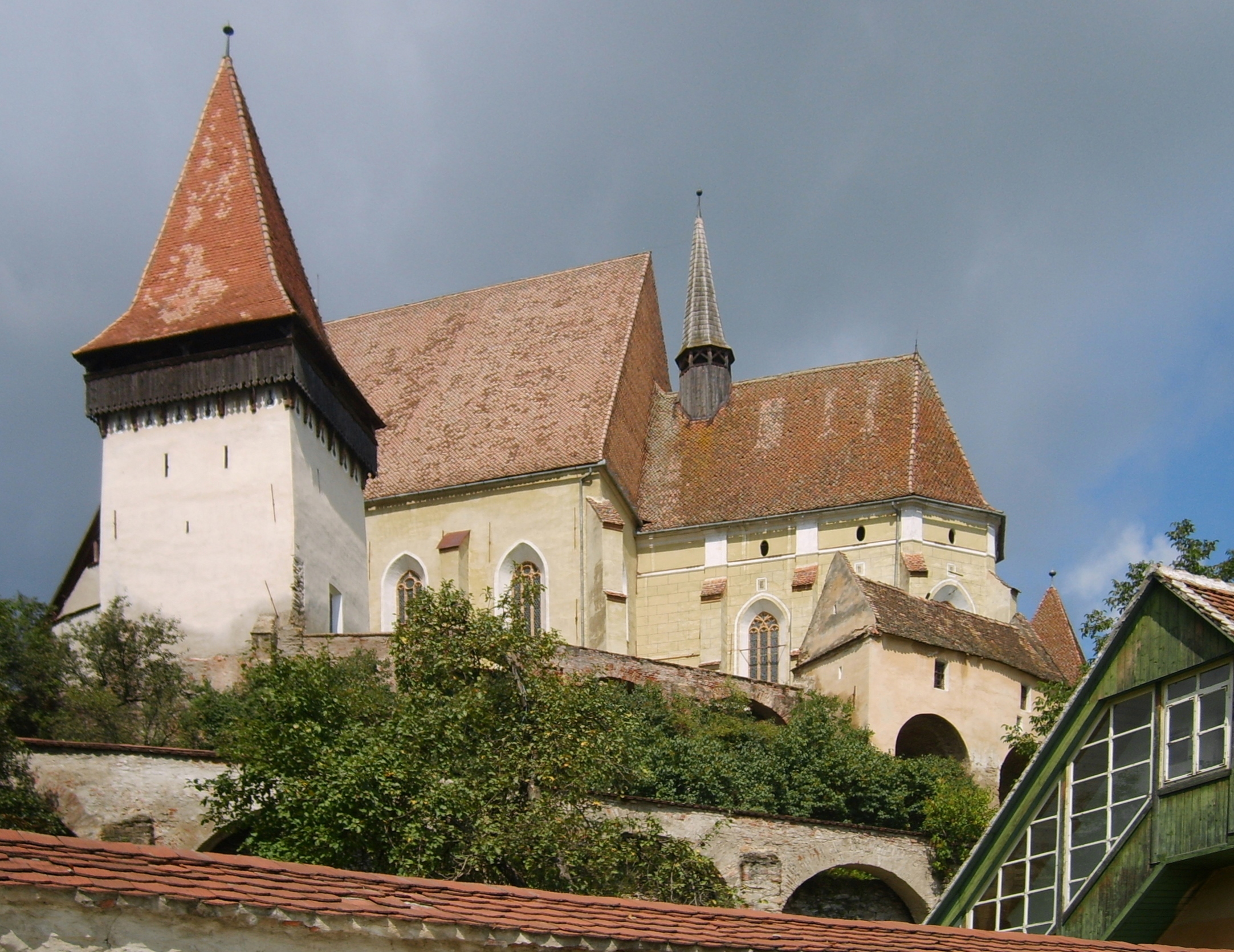
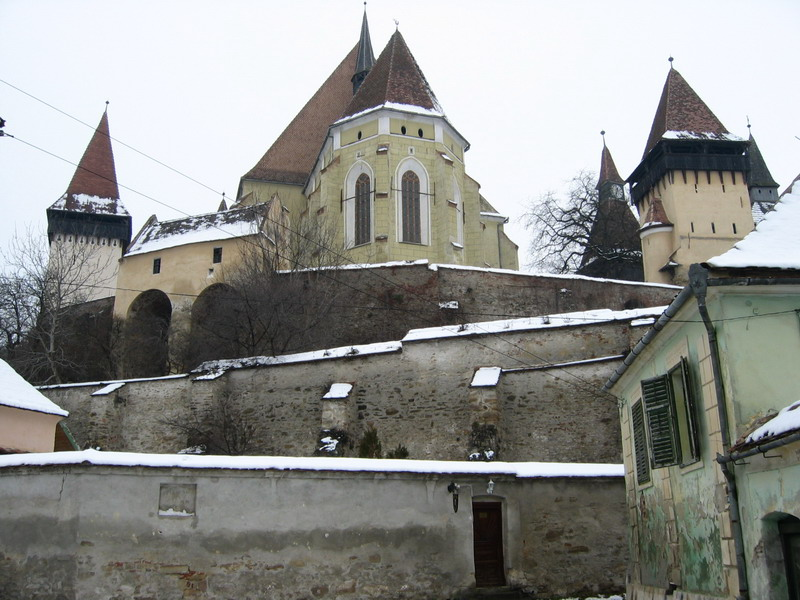
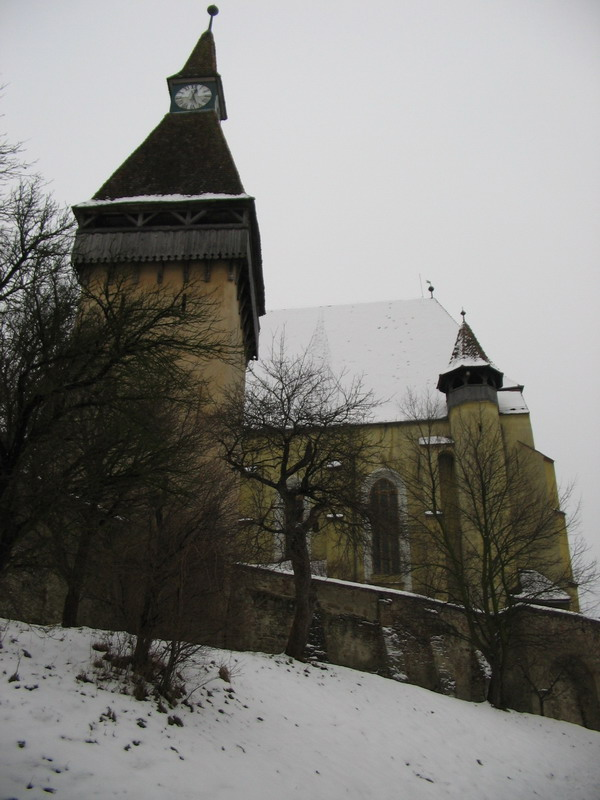
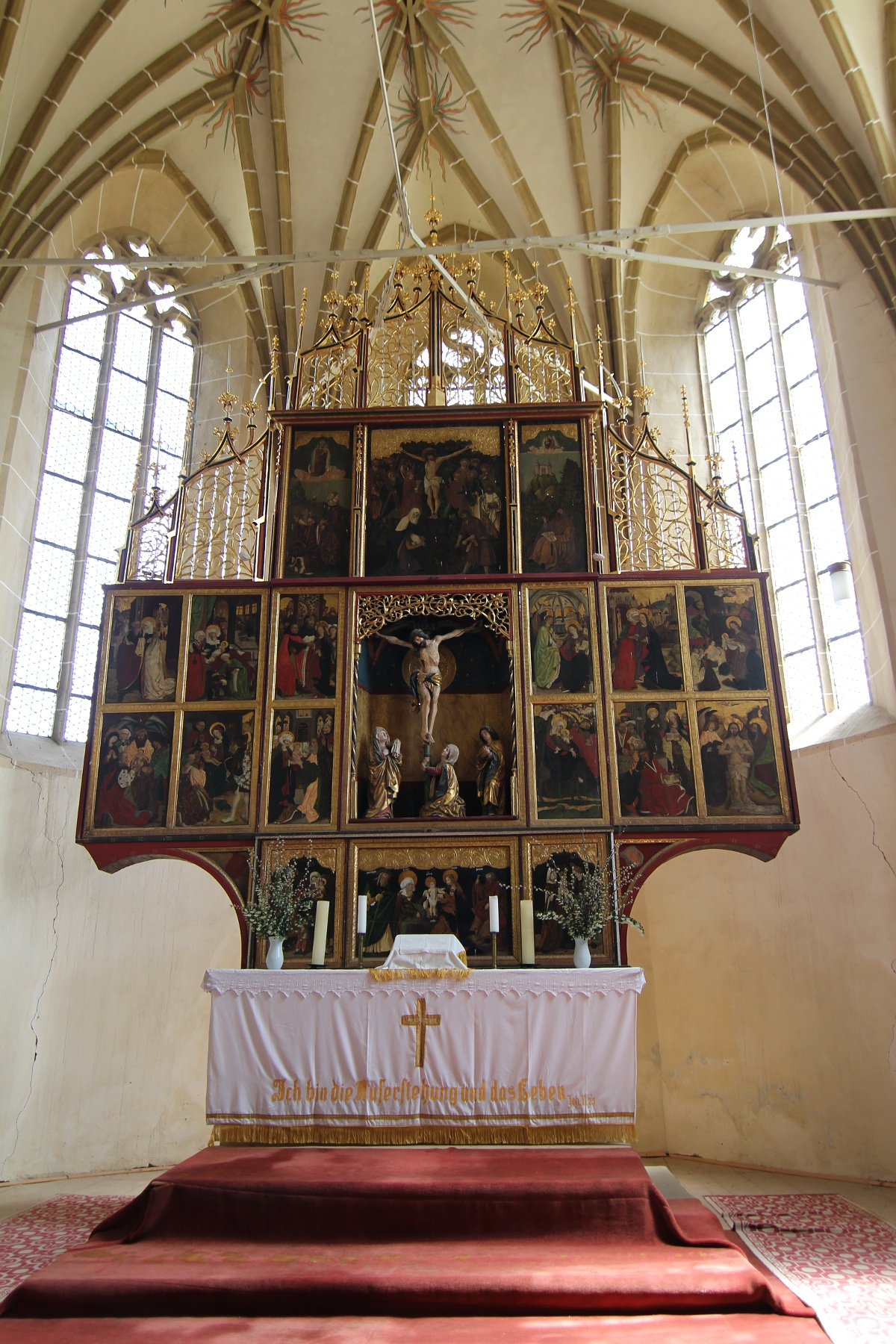
Altar de Biertan
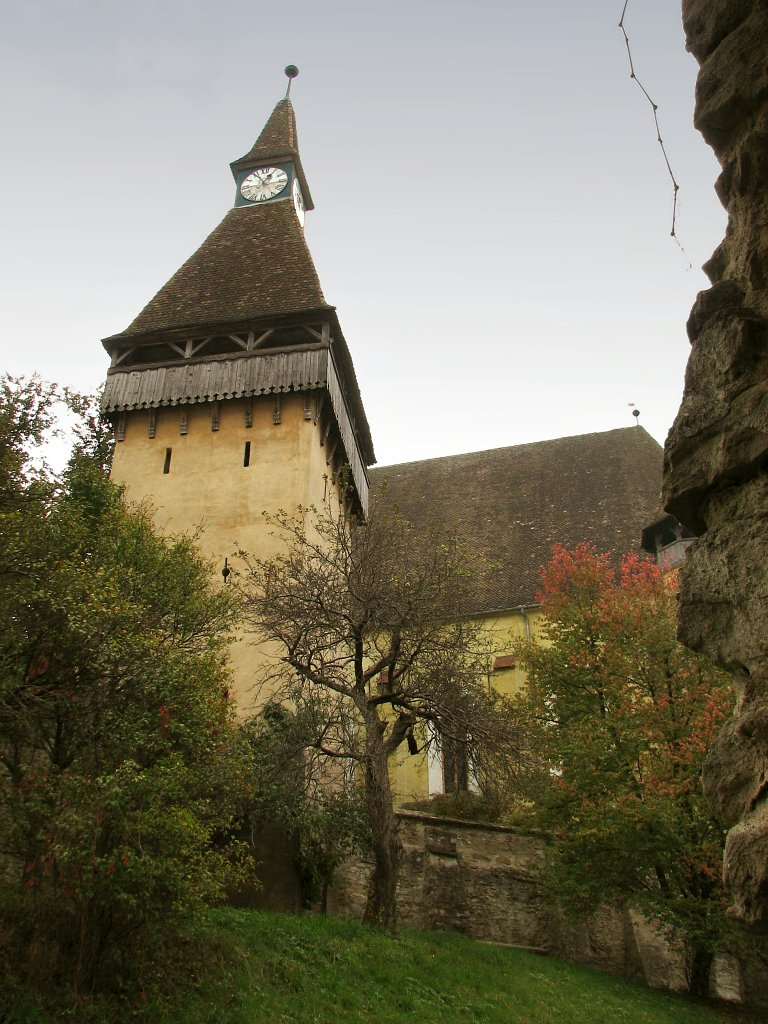
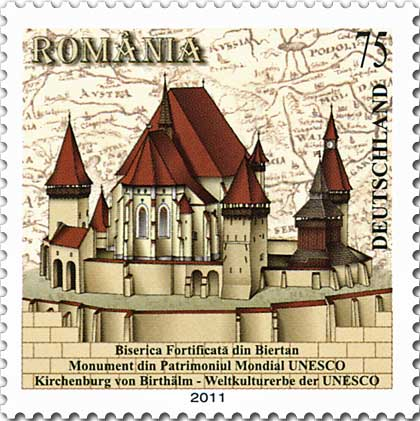
Església fortificada de Biertan en un segell de correus emès l'any 2011 conjuntament pels serveis postals de Romania i Alemanya
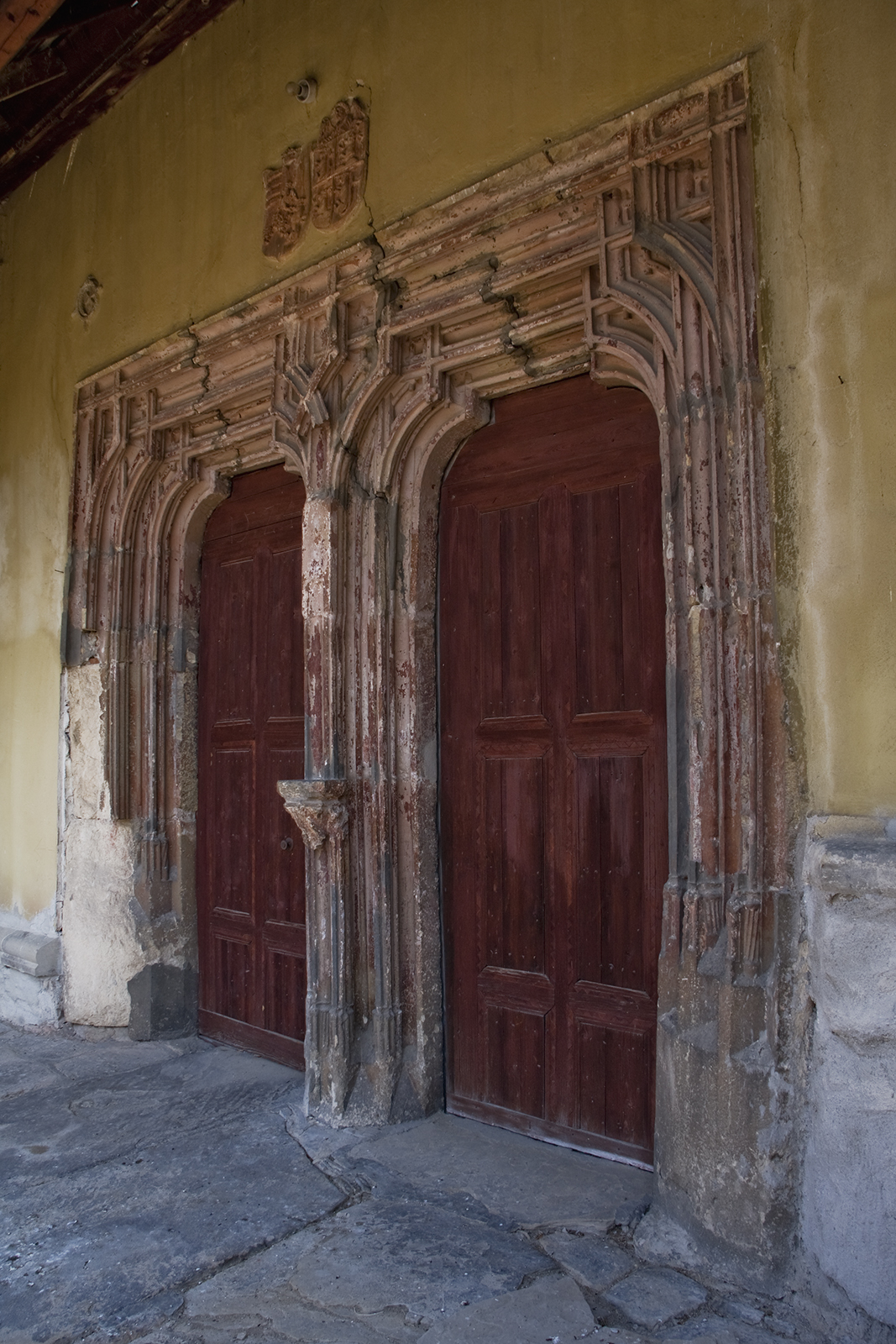

### Altar
- Harald Krasser: Zur siebenbürgischen Nachfolge des Schottenmeisters. A: Österreichische Zeitschrift für Kunst- und Denkmalpflege (27). 1963, pàgs. 109–121.
- Harald Krasser: Untersuchungen zur Mittelalterlichen Tafelmalerei a Siebenbürgen. Zur Herkunft und Datierung der Birthälmer Altartafeln. A: Forschungen zur Volks- und Landeskunde 14/2. 1971, pàgs. 9–24.
- Harald Krasser: Die Birthälmer Altartafeln und die siebenbürgische Nachfolge des Schottenmeisters. A: Archiv des Vereins für Siebenbürgische Landeskunde (13). 1976, pàgs. 96–108.
- Gisela i Otmar Richter: Siebenbürgische Flügelaltäre. En: Christoph Machat (Hrsg.): Kulturdenkmäler Siebenbürgens. Bd. 1. Wort und Welt, Thaur bei Innsbruck 1992, ISBN 978-3-85373-149-9.
- Maria Crăciun: Iconoclàstia i teologia a la reforma Transsilvània: la iconografia del políptic de l'església de Biertan. A: Archiv für Reformationsgeschichte (95). 2004, pàgs. 61–97.